# Stębark
Stębark (en alemán, Tannenberg) es un pueblo del distrito administrativo de Gmina Grunwald, en el norte de Polonia. La localidad se encuentra 25 kilómetros al sureste de Ostróda y a 40 kilómetros al suroeste de Olsztyn. Hasta 1945 este pueblo formaba parte de Prusia Oriental.

## Historia
En su límite municipal -aproximadamente- se han producido dos batallas importantes a lo largo de la Historia: 
- 15 de julio de 1410: Batalla de Grunwald
- 1914: Batalla de Tannenberg (1914).[3]